# Patricia Velásquez

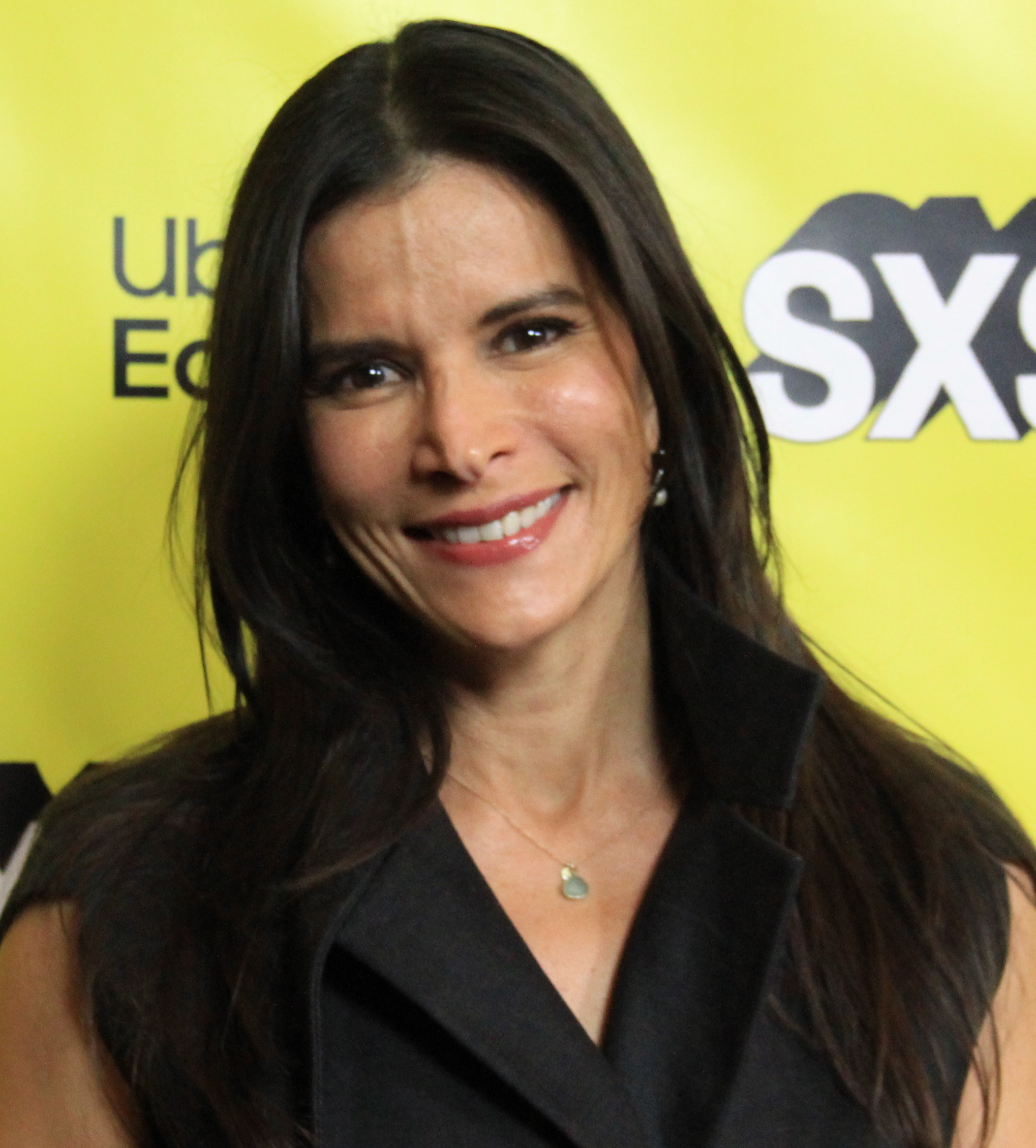
Patricia Velásquez

Patricia Carola Velásquez Semprún född 31 januari 1971 i Maracaibo i Venezuela, är en venezuelansk skådespelerska och fotomodell.

## Karriär
Patricia Velásquez studerade skådespeleri i Los Angeles och New York 1997. 1998 var hon med i flera modevisningar för kända designer och modehus som Antonio Berardi, Bella Freud, Corinne Cobson, Claude Montana och Dolce & Gabbana. Hon har även varit med i flera reklamfilmer för bland andra Chanel och Victoria's Secret.
År 1999 spelade hon Anck-Su-Namun i Mumien samt i uppföljaren Mumien – återkomsten från 2001. Hon gjorde också ett specialframträdande i Red Hot Chili Peppers musikvideo till Breaking the Girl. Under den femte säsongen av The L Word (2008) spelade hon karaktären Begoña i ett flertal avsnitt. Hon hade även en återkommande roll i tv-serien Arrested Development där hon spelade Marta Estrella. Hon har också gjort gästframträdanden i CSI: Miami och Ugly Betty.